# Salsola turcomanica
Salsola turcomanica är en amarantväxtart som beskrevs av Dmitrij Litvinov. Salsola turcomanica ingår i släktet sodaörter, och familjen amarantväxter. Inga underarter finns listade i Catalogue of Life.